# Черкасский уезд
Черка́сский уе́зд — административно-территориальная единица Киевской губернии Российской империи. Уездный город — Черкассы.

## География
Уезд находился на юго-востоке губернии. Площадь уезда составляла 3600 км².

## Население
По переписи 1897 года население уезда составляло 307 542 человек, в том числе в городе Черкассы — 29 600 жителей, в местечке Мошны — 7300 жителей.
По данным Киевского губернского статистического комитета (1900) — 313 556 человек.

### Национальный состав
Национальный состав по переписи 1897 года:
- малороссы — 261 187 чел. (84,9 %),
- евреи — 30 207 чел. (9,8 %),
- русские — 12 830 чел. (4,2 %),

## Административное деление
На 1 января 1900 года Черкасский уезд состоял из 11 местечек, 69 сёл, 27 деревень, 10 хуторов, 1 посёлка, 3 слобод, 7 ферм, 4 экономий, 4 лесничеств, 4 железнодорожных станций и 3 монастырей — всего из 143 населённых пунктов. Все эти пункты были распределены в административном отношении между 2 мировыми посредниками, 3 становыми приставами, 20 волостными правлениями и 16 полицейскими урядниками. В судебно-мировом и следственном отношениях Черкасский уезд был разделён на 4 судебно-мировых и 3 следственных участка.
1. Белозерская волость
2. Вергуновская волость
3. Вязовская волость
4. Городищенская[укр.]
5. Дахновская волость
6. Деренковская волость
7. Леськовская волость
8. Матусовская волость
9. Межиричская волость
10. Мошенская волость
11. Орловецкая волость
12. Пруссянская волость
13. Ротмистровская волость
14. Смелянская волость
15. Старосельская волость
16. Сунковская волость
17. Ташлыкская волость
18. Хлыстуновская волость
19. Худяковская волость
20. Шелепухская волость